# 陶军锋
陶军锋（1973年7月—），浙江武义人。男，汉族。1994年8月参加工作。西安邮电学院经济管理系邮电管理工程专业毕业，西北大学经济管理学院经济系硕士，中国社科院研究生院经济系博士研究生班西方经济学专业博士。中华人民共和国政治人物。

## 生平
早年在西安邮电学院经济管理系邮电物资管理专业学习，毕业后曾留校任教两年。之后考入西北大学经济管理学院经济系硕士研究生班政治经济学专业学习，学习期间兼任深圳华为技术有限责任公司市场部营销工程师，毕业后曾短暂担任上海邮电管理局电信市场部业务主管。2000年9月，考入中国社会科学院研究生院经济学博士研究生班西方经济学专业学习。2003年7月毕业后，任中国工商银行总行住房金融业务部综合管理处干部（中国社会科学院金融研究所博士后流动站研究人员）。2004年11月，任甘肃省兰州市政府党组成员、市长助理。2007年4月，兼任兰州市发改委主任，甘肃省青联常委。2008年11月，又兼任兰州市利用国外贷款办公室主任。2009年3月，再兼任兰州市发改委党组书记，同年7月，复再兼任兰州高新技术产业开发区管委会党工委书记（副厅级）。2010年5月，任中共兰州市西固区委书记（副厅级），全国青联委员，甘肃省青联副主席。2011年11月，兼任兰州市副市长。2012年12月，转任共青团甘肃省委书记、党组书记，不到40岁便已跻身正厅级干部行列。2016年10月，调任中共武威市委副书记。

## 落马
2017年4月17日下午，中纪委网站发布消息，宣布陶军锋因为涉嫌严重违纪，接受甘肃省纪委审查。
2020年1月22日，陶军锋因为犯有受贿罪，被甘肃省张掖市临泽县人民法院判处有期徒刑10年，并处罚金人民币50万元。法院指控其受賄人民幣461萬餘元。